# Феминизированная конопля
Феминизированная конопля, сорта конопли посевной, у которых мужские и женские растения (см. посконь и матерка) развиваются с одинаковой скоростью, причем процент мужских растений относительно невелик. Использование феминизированных сортов позволяет убирать коноплю «в один срок», без предварительной сегрегации мужских растений.
Феминизированные сорта конопли впервые выведены в начале XX в. и вплоть до 1960-х гг. считались перспективным направлением в селекции. В настоящее время в промышленном коноплеводстве они практически полностью вытеснены однодомными сортами, однако сохраняют своё значение в культивации психотропной конопли. Большинство гибридов с высоким содержанием ТГК, выведенных в последние 20 лет, являются феминизированными.